# Glipostenoda testacea
Glipostenoda testacea es una especie de coleóptero de la familia Mordellidae.

## Distribución geográfica
Habita en el Congo.